# RT Большого Пса
RT Большого Пса (лат. RT Canis Majoris) — двойная затменная переменная звезда типа Алголя (EA) в созвездии Большого Пса на расстоянии приблизительно 1054 световых лет (около 323 парсеков) от Солнца. Видимая звёздная величина звезды — от +12,95m до +11m. Орбитальный период — около 1,2937 суток.

## Характеристики
Первый компонент — жёлто-белая звезда спектрального класса F8.